# Luchthaven Satu Mare
Luchthaven Satu Mare Internationaal (Roemeens: Aeroportul Satu Mare) IATA-code: SUJ, ligt 14 kilometer ten zuiden van Satu Mare, in het noordwesten van Roemenië.

## Maatschappijen en Bestemmingen
| Luchtvaartmaatschappij | Bestemmingen (juni 2023) |
| ---------------------- | ------------------------ |
| TAROM                  | Boekarest-Henri Coandă   |
| Wizz Air               | Londen-Luton             |